# Notopleura micayensis
Notopleura micayensis är en måreväxtart som först beskrevs av Paul Carpenter Standley, och fick sitt nu gällande namn av Cornelis Eliza Bertus Bremekamp. Notopleura micayensis ingår i släktet Notopleura och familjen måreväxter. Inga underarter finns listade i Catalogue of Life.